# Erbium
L'erbium est un élément chimique de symbole Er et de numéro atomique 68.
L'erbium constitue un métal du groupe des terres rares. Comme la plupart des autres lanthanides, il est de couleur gris argent, malléable et ductile à température ambiante. Il s'oxyde peu dans l'air sec.
L'appellation erbium provient d'Ytterby, village près de Stockholm en Suède, où l'on a découvert le minerai dans lequel ont également été identifiées plusieurs autres terres rares. Les éléments chimiques yttrium, terbium et ytterbium partagent la même étymologie.
L'erbium naturel est constitué d'un mélange de 6 isotopes stables.

## Histoire

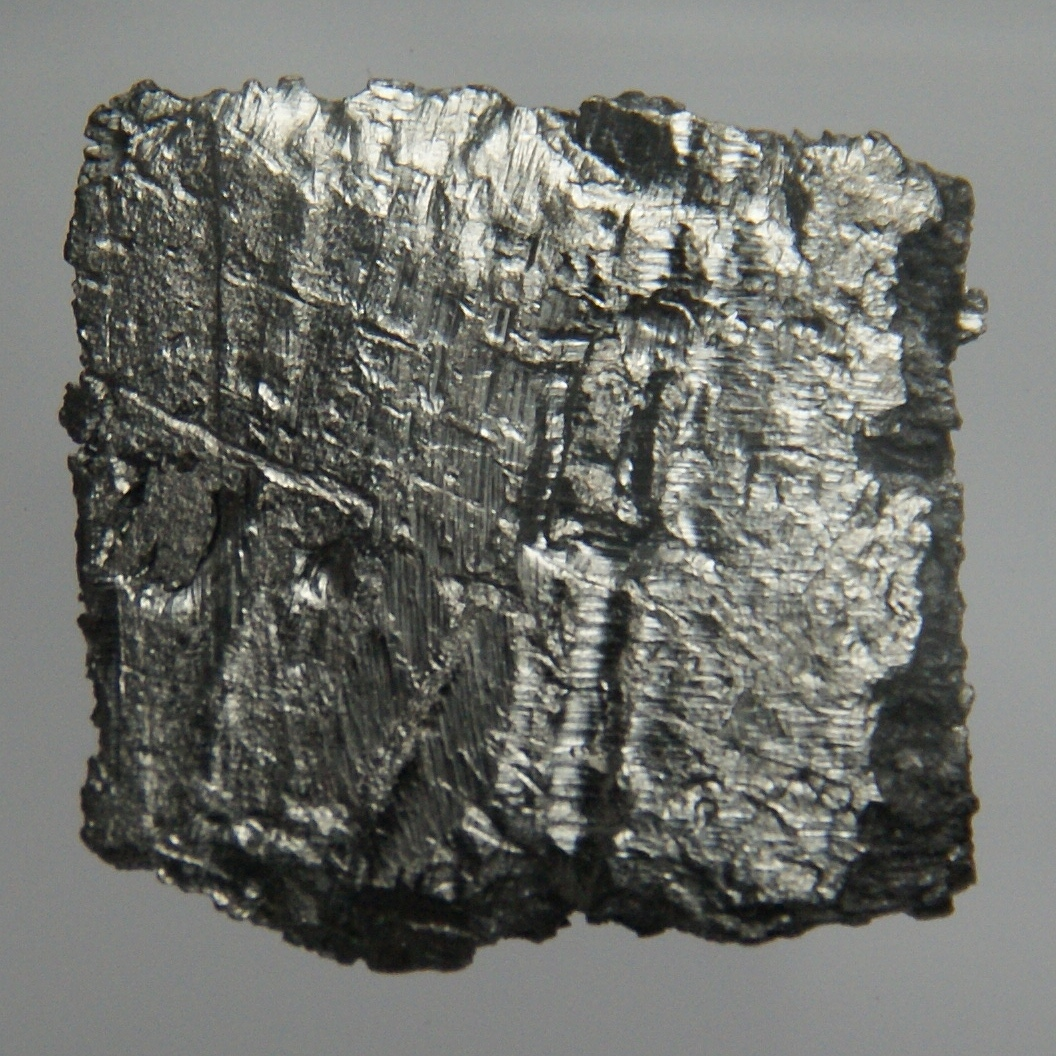
Morceau d'erbium métallique.

En 1789, le chimiste finlandais Johan Gadolin identifie un nouvel oxyde (ou « terre ») dans un échantillon d'ytterbite (rebaptisée plus tard « gadolinite » en son honneur). Cette nouvelle roche avait été découverte deux ans auparavant par le lieutenant Carl Axel Arrhenius près du village d'Ytterby en Suède. Ces travaux sont confirmés en 1797 par Anders Gustaf Ekeberg qui baptise le nouvel oxyde yttria.
Près d'un demi-siècle plus tard, le Suédois Carl Gustav Mosander parvient à isoler plusieurs terres rares (cérium, lanthane et didyme) grâce à de nouveaux procédés de cristallisation fractionnée. Convaincu que l'yttria extraite de la gadolinite est également un mélange, il décide d'y chercher certains de ces nouveaux composés. À l'automne 1842, il parvient à isoler deux oxydes, l'un blanc (donnant des sels incolores), qu'il considère comme le véritable yttrium, et l'autre jaune (donnant des sels roses), qu'il décide de nommer « odinium » en l'honneur du dieu Odin de la mythologie nordique. Avant de publier les résultats de ces recherches en 1843, Mosander achève une étape supplémentaire de fractionnement des oxalates de ces composés et découvre un troisième oxyde. Il décide de conserver le terme yttria pour la fraction incolore (oxyde d'yttrium pur) et nomme la fraction jaune erbia et la fraction rose terbia, toujours en rappel du village d'Ytterby. Pour d'obscures raisons, les successeurs de Mosander intervertiront ces deux termes. C'est ainsi que erbia (l'erbine) finit par désigner l'oxyde d'erbium (rose) et terbia (la terbine) l'oxyde de terbium (jaune).
Dès la fin des années 1870, l'avènement des méthodes spectroscopiques montrent que l'erbine est elle aussi un mélange et permet d'y découvrir plusieurs nouveaux éléments : ytterbium, scandium, holmium et thulium (1879), puis dysprosium (1886) et enfin lutécium (1907). L'oxyde d'erbium pur n'est finalement isolé qu'en 1905 par Georges Urbain et Charles James (en). Le métal à l'état pur est quant à lui extrait pour la première fois en 1934 par Wilhelm Klemm (de) et Heinrich Bommer. Ces deux chimistes allemands y parviennent en réduisant le chlorure d'erbium anhydre avec des vapeurs de potassium.

## Caractéristiques

### Propriétés physiques

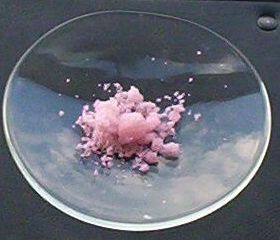
Chlorure d'erbium(III) en lumière du jour, montrant une certaine fluorescence rose de Er^{+3} sous les ultraviolets naturels.

Élément trivalent, l'erbium métallique pur est malléable (ou facilement façonné), mou mais stable à l'air, et ne s'oxyde pas si rapidement que certains autres métaux de terres rares. Ses sels sont de couleur rose, et l'élément a des bandes d'absorption nettes caractéristiques dans le spectre visible, l'ultraviolet et l'infrarouge proche. Sinon, il ressemble beaucoup aux autres terres rares. Son sesquioxyde est appelé erbine. Les propriétés de l'erbium sont dans une certaine mesure dictées par le type et la quantité d'impuretés présentes. L'erbium ne joue aucun rôle biologique connu, mais on pense qu'il est capable de simuler le métabolisme.
L'erbium est ferromagnétique en dessous de 19 K, antiferromagnétique entre 19 et 80 K et paramagnétique au-dessus de 80 K.
L'erbium peut former des amas atomiques en forme d'hélice Er3N, où la distance entre les atomes d'erbium est de 0,35 nm. Ces amas peuvent être isolés en les encapsulant dans des molécules de fullerène, comme le confirme la microscopie électronique en transmission.
Comme la plupart des éléments de terres rares, l'erbium se trouve généralement dans l'état d'oxydation +3. Cependant, il peut être également dans les états d'oxydation 0, +1 et +2.

### Propriétés chimiques
L'erbium métallique conserve son éclat dans l'air sec, mais se ternit lentement dans l'air humide et brûle facilement pour former de l'oxyde d'erbium(III) :
4 Er + 3 O2 → 2 Er2O3
L'erbium est assez électropositif et réagit lentement avec l'eau froide et rapidement avec l'eau chaude pour former de l'hydroxyde d'erbium :
2 Er (s) + 6 H2O (l) → 2 Er(OH)3 (aq) + 3 H2 (g)
L'erbium métallique réagit avec tous les halogènes :
2 Er (s) + 3 F2 (g) → 2 ErF3 (s) [rose]
2 Er (s) + 3 Cl2 (g) → 2 ErCl3 (s) [violet]
2 Er (s) + 3 Br2 (g) → 2 ErBr3 (s) [violet]
2 Er (s) + 3 I2 (g) → 2 ErI3 (s) [violet]
L'erbium se dissout facilement dans l'acide sulfurique dilué pour former des solutions contenant des ions Er(III) hydratés, qui existent sous forme de complexes d'hydratation rouge rose [Er(OH2)9]3+ :
2 Er (s) + 3 H2SO4 (aq) → 2 Er3+ (aq) + 3 SO42- (aq) + 3 H2 (g)

## Isotopes
L'erbium est naturellement présent sous forme d'un mélange de 6 isotopes stables : 162Er, 164Er, 166Er, 167Er, 168Er et 170Er. L'erbium-166 est le plus abondant (33,503 %). 29 radioisotopes ont été caractérisés, le plus stable est 169Er avec une demi-vie de 9,4 jours. L'élément compte également 13 isomères nucléaires, le plus stable étant 167mEr avec une demi-vie de 2,269 secondes.

## Abondance naturelle et production
L'erbium est l'une des terres rares les plus abondantes. Sa concentration dans l'écorce terrestre est d'environ 3,5 g/tonne, ce qui est presque le double de celle de l'étain et en fait le 44e élément par ordre d'abondance.
Les principales ressources minières sont situées en Chine et aux États-Unis. L'erbium peut être extrait des mêmes minerais que les autres terres rares, tels que xénotime, gadolinite, euxénite, fergusonite, polycrase ou blomstrandine, mais les plus utilisés sont la monazite et la bastnäsite. La production annuelle est d'environ 500 tonnes, principalement sous forme d'oxyde. Le métal pur est obtenu en chauffant le chlorure d'erbium avec des vapeurs de calcium sous vide et est disponible en morceaux, en lingots ou en poudre. Pour une pureté de 99,9 %, son prix était d'environ 21 $ le gramme en 2015.

## Utilisations
- Médecine nucléaire : synoviorthèse isotopique des doigts dans la polyarthrite rhumatoïde (erbium 169).
- Industrie nucléaire : du fait de sa forte capacité d'absorption des neutrons.
- Alliages : il diminue la dureté et facilite l'usinage du vanadium.
- Colorants : pour le verre et les glaçures pour porcelaine. L'oxyde d'erbium donne une couleur rose.
- Filtres photographiques : coloré en rose, il permet de rehausser la qualité des photos prises en ambiance nuageuse.
- Lasers médico-chirurgicaux :
  - Chirurgie : le laser YAG dopé à l'erbium concurrence ceux dopés à l'holmium.
  - Dentisterie : le laser Erbium est le plus polyvalent des lasers dentaires.
- Télécommunications optiques : les amplificateurs optiques à base de fibres dopées erbium sont devenus un élément standard des réseaux de télécommunications optiques longue distance.
- Panneaux solaires photovoltaïques : usage potentiel à la suite de la découverte d'un nouvel effet électronique[19].